# 民族布尔什维克党
民族布尔什维克党（俄语：Национал-большевистская партия）是俄罗斯1993年至2007年间的一个政党，主张民族布尔什维克主义。该政党由于受到俄罗斯法院禁令的限制从未正式注册。2010年，其領導人愛德華·利莫諾夫建立了新政黨另一個俄羅斯。其他主要組織者有亞歷山大·杜金。